# Tradition ouest africaine
 (décembre 2023).
La tradition ouest africaine est l'ensemble des faits, des légendes, coutumes transmises oralement de générations en générations. La tradition africaine est liée à sa culture qui est source de son développement. 

## Langues, peuples, cultures

### Langues
Les langues des peuples ouest Africain sont classés dans la langue nigéro-congolaise. Il y a un brassage de langues locales, dû au mariage entre les peuples des 16 pays de l'Afrique de l'ouest. Nous avons le peul, le Haoussa, le twi, Ewe, kotafon, baoulé, Dioula, Sousou, Tamashek etc. Les langues locales influencent les cultures et traditions des peuples que les langues officielles comme l'Anglais, le Français etc ne peuvent jamais faire. Les langues locales les plus parlées sont classées pour valoriser les langues.

### Peuples
Chaque peuple est bien structuré avant l'arrivée des Européens au XVe siècle. Les familles se regroupent en clans et les clans sous les tribus et les tribus sous les royaumes et les royaumes sous les empires. Les peuples sont dirigés par les rois ou reines selon les différentes traditions. Les rois sont appelés en Ashanti Asantehene, Togbui chez les Adja et les Ewé, Ga chez les Guin et les Kotafon etc.
De nos jours, les peuples ont actualisé l'autorité des fondateurs des localités qui ne peuvent plus être roi selon certains coutumes. Car ce sont eux qui étaient les premiers occupants des terres qui donne l'approbation au roi de régner et ce roi vient de la famille de celui qui suit en second le premier occupant et le roi est décoré en exclave élu qui a le devoir de défendre le peuple avec l'appuie du fondateur de la localité.

### Cultures
Les cultures ouest africaines sont d'importance capitale dans le développement du peuple noir ouest africain. 

## Rythmes, chants, danses
Chaque peuple ouest Africain à son rythme, chant et danse. 

### Rythmes
Les rythmes ouest africains sont conservés par les anciens du peuple et légués au génération suivante malgré la modération ce qui donne la valeur à la tradition ouest Africaine.
En côte d'Ivoire nous avons le zaouli, au Bénin nous avons le Gota ou le chinkoumin au Togo nous avons Agbadja, etc. ses rythmes sont purement traditionnels.